# Mariä Himmelfahrt (Rosenwiller)

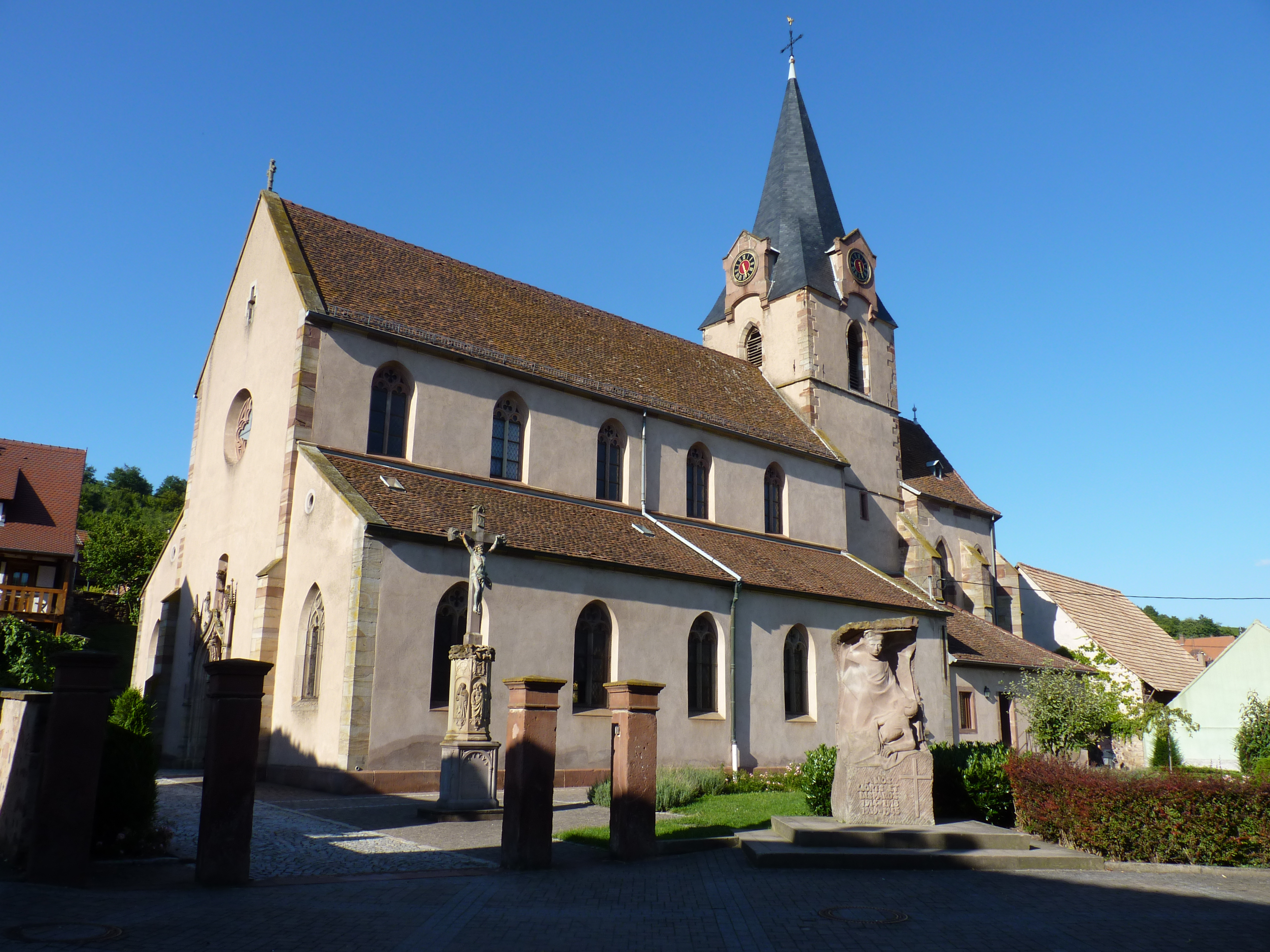
Mariä Himmelfahrt in Rosenwiller

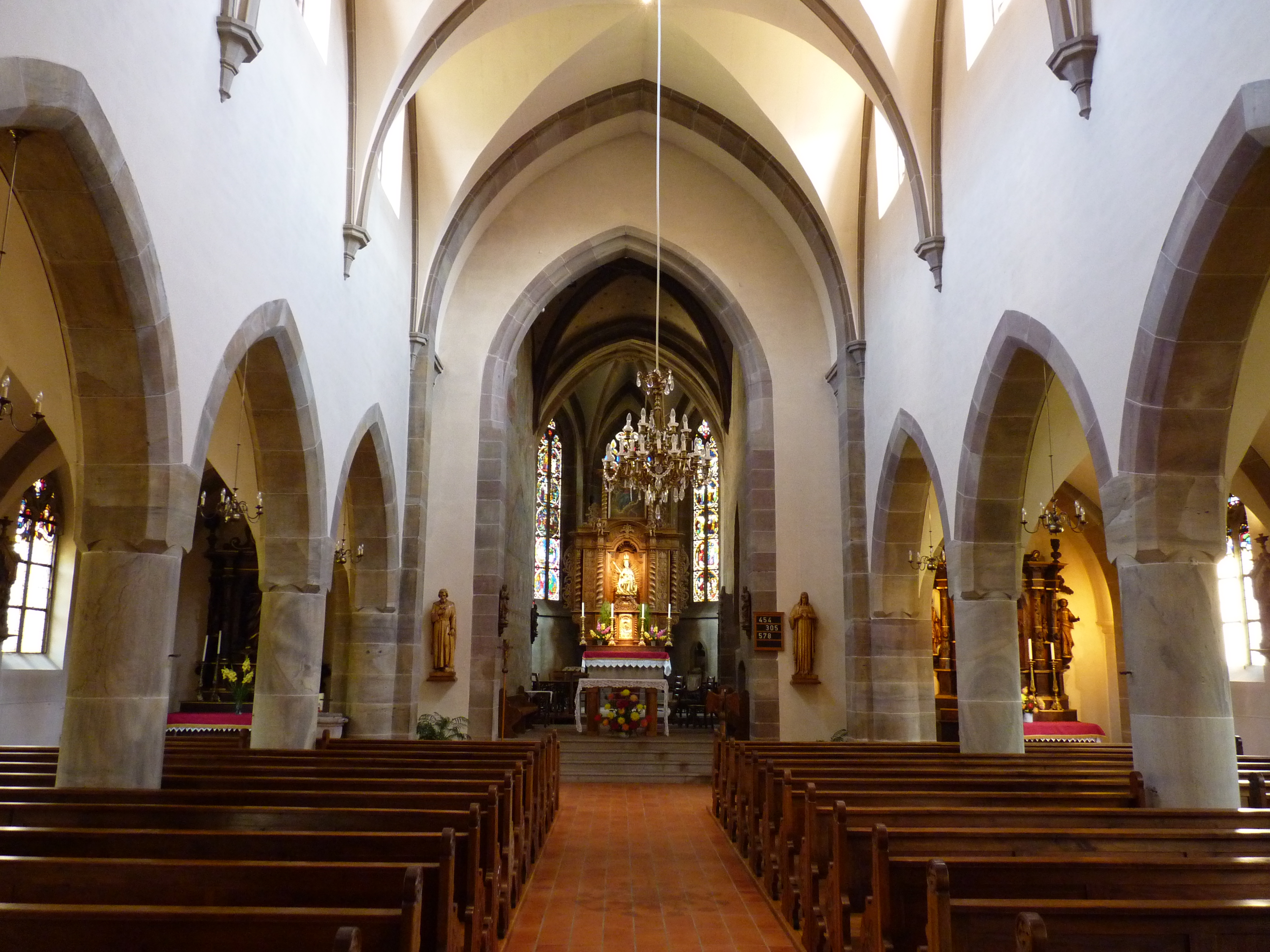
Blick durch das Kirchenschiff zum Chor

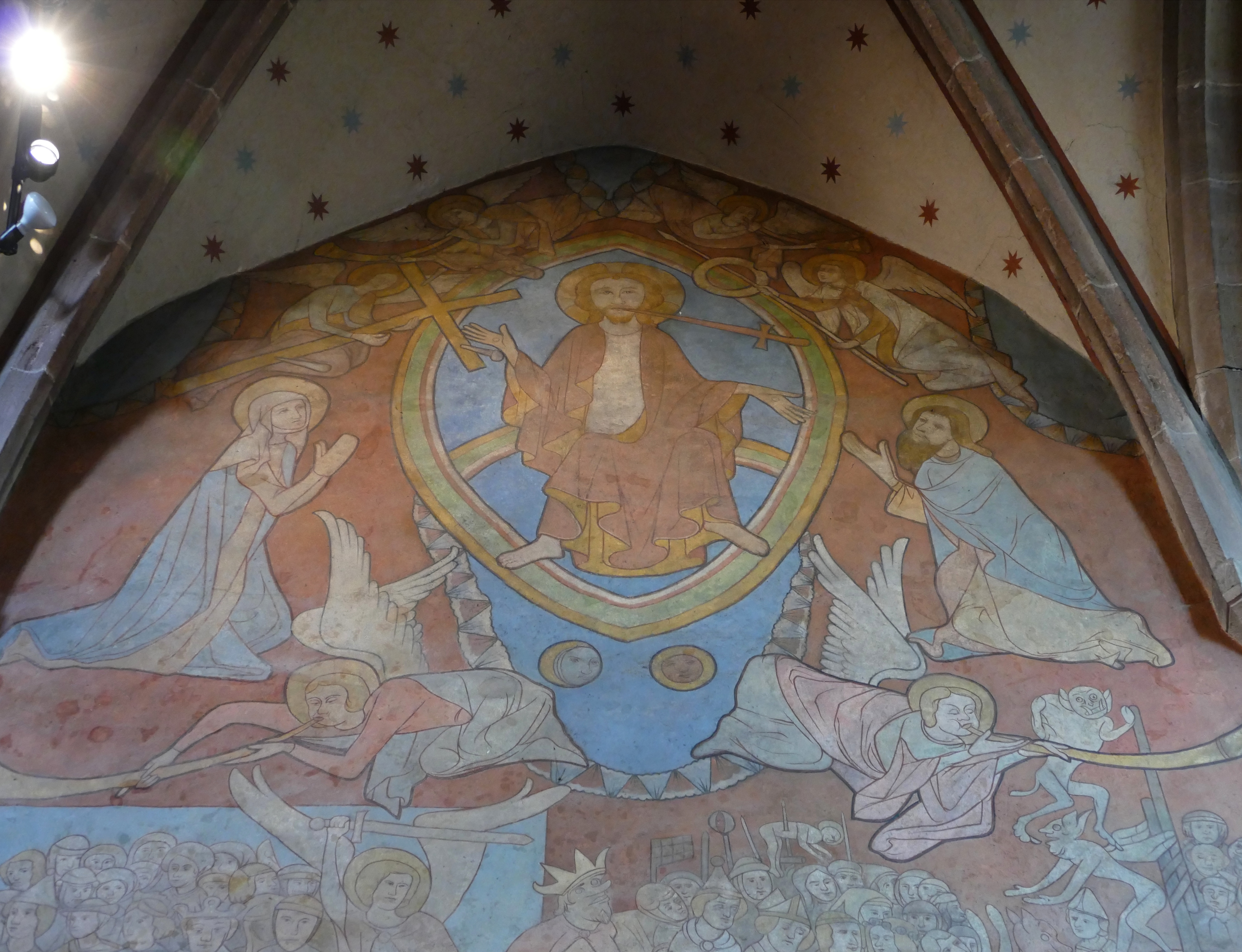
Eines der Fresken im Chor (hier: Das Jüngste Gericht)

Mariä Himmelfahrt  (französisch Assomption-de-la-Vierge) ist eine römisch-katholische Kirche in der elsässischen Gemeinde Rosenwiller. Die Kirche steht als Monument historique unter Denkmalschutz.

## Geschichte
Ältester Teil der heutigen Kirche ist der Chorturm aus dem 12./13. Jahrhundert. Im 14. Jahrhundert erhielt der Chor dann sein Gewölbe, wurde ausgemalt und um einen polygonalen Abschluss erweitert. Das Langhaus wurde im 15. und 17. Jahrhundert erweitert. 1862 erbaute der Architekt Ringeisen schließlich das heutige Langhaus unter Verwendung von Teilen des älteren Baus. So benutzte er einige Fensteröffnungen aus dem 18. Jahrhundert. An der Giebelfassade integrierte er ein spätgotisches Portal mit einem Tympanon des 14. Jahrhunderts. 

## Architektur
Die dreischiffige Basilika schließt mit einem gewölbte ⅝-Chor mit Vorjoch ab. Über dem Vorjoch sitzt ein Glockenturm über nahezu quadratischem Grundriss. Das Langhaus wird von Rippengewölben überwölbt, die auf Wanddiensten ohne Kapitelle sitzen. Spitzbögen auf Rundsäulen trennen Mittel und Seitenschiffe. Maßwerkfenster erhellen das Innere der Kirche. Der dreigeschossige Chorturm schließt mit vier Uhrengiebeln ab, die von einem Knickhelm überragt werden. Das gotische Portal wird von einem Kielbogen mit Fialen gebildet. Im Zentrum des Maßwerktympanons steht eine Muttergottes-Figur. An die südliche Seite des Chores schließt sich eine Sakristei an.

## Ausstattung
Zur wertvollsten Ausstattung der Kirche gehören mehrere von breiten Ornamentstreifen gerahmte Wandgemälde aus dem 14. Jahrhundert im Chor mit der Geburtsgeschichte Christi, dem Marientod und dem Jüngsten Gericht. Zur gotischen Ausstattung gehören auch ein Weihwasserbecken und ein Lavabo. Außerdem steht in der Kirche eine Nachbildung des Heiligen Grabes in einer querrechteckigen Wandnische mit Wimperg. Die Darstellung zeigt in der Nische die drei Marien am leeren Grab, am Giebel die Auferstehung. Das Grab stammt aus dem 14. Jahrhundert. Die Glasfenster des Chores stammen aus der Zeit um 1360 und zeigen im nördlichen Fenster Szenen aus dem Leben Christi. Im südlichen Fenster sind Szenen der Auferstehung zu sehen.
Die Altäre stammen aus der Barockzeit, der Hochaltar steht auf einer gotischen Mensa. Zwischen gewundenen Säulen steht hier eine Statue der sitzenden Muttergottes, die um 1500 entstand. Die Seitenaltäre sind der hl. Katharina von Alexandrien und dem hl. Sebastian geweiht. Letzterer stammt aus der Kirche St. Peter und Paul in Rosheim.
Die Orgel der Kirche stammt von Marc Garnier und wurde zwischen 1995 und 1998 erbaut.